# Lingue atlantiche
Le lingue atlantiche, o lingue atlantiche occidentali secondo la definizione coniata da Hermann Diedrich Westermann, 
sono un sottogruppo delle lingue niger-kordofaniane parlate nell'Africa Occidentale

## Distribuzione geografica
Le lingue atlantiche comprendono parecchi idiomi dell'Africa occidentale e costituiscono un ipotetico sottogruppo delle lingue niger-kordofaniane, anche se ne differiscono per varie caratteristiche, al punto che alcuni linguisti le reputano rami indipendenti. Sono generalmente parlate lungo la costa atlantica a partire dal Senegal fino alla Liberia, anche se la variante Fula si è diffusa verso est in seguito a migrazioni legate a caratteristiche di nomadismo. Isole linguistiche del gruppo atlantico si trovano in sparse nel Sahel, dal Senegal alla Nigeria fino al Camerun. La lingua fula e il wolof del Senegal sono le lingue atlantiche con il maggior numero di parlanti, con diversi milioni di parlanti ciascuna. Altri idiomi importanti sono il serer e lo Jola, cluster dialettale del Senegal insieme al temne nel Sierra Leone. Molte lingue atlantiche presentano la mutazione consonantiche, e la maggior parte dei sostantivi sono divisi per genere, con un sistema simile a quello delle lontane lingue bantu. Alcune lingue presentano caratteristiche tonali. La tipologia linguistica della sequenza tende ad essere SVO.

## Classificazione
La famiglia atlantica è stata identificata per la prima volta da Sigmund Koelle nel 1854. All'inizio del Novecento Carl Meinhof ha affermato che quella atlantica è un ramo della più vasta famiglia camito-semitica, nonostante il lavoro di August von Klingenhaben e Joseph Greenberg  ha incontrovertibilmente appurato la relazione esistente tra il Fula, il Wolof e il Serer. Wilson prese atto che le teorie sulla validità della famiglia nel suo complesso si basavano su prove molto più deboli, anche se è chiaro che questi idiomi sono parte della famiglia niger-kordofaniana. Tali affermazioni si basano su elementi di prova, come le caratteristiche comuni delle classi nominali. La classificazione della famiglia Niger-Congo, di solito basato su statistiche lessicali, ha proposto la presenza di numerose divergenze tra le lingue atlantiche, anche se meno presenti tra la lingua mande e altre lingue.
David Sapir ha proposto una classificazione delle lingue sulla base dell'equivalente della parole pesce in tre rami: un gruppo settentrionale, un gruppo meridionale e un gruppo divergente che comprende lingue quali il bijago delle Isole Bissagos al largo della costa della Guinea-Bissau.
Secondo Ethnologue la classificazione è la seguente:
- lingua bijago o bydiogo (codice ISO 639-3 bjg)
- lingue atlantiche settentrionali
  - lingue bak
    - lingue balant-ganja (2 idiomi)
    - lingue jola (10 idiomi)
    - lingue manjaku-papel (3 idiomi)

  - lingue cangin (5 idiomi)
  - lingue del Senegal orientale-Guinea 
    - lingue banjun (3 idiomi)
    - lingue nun (2 idiomi)
    - lingue tenda (5 idiomi)

  - lingue mbulungish-nalu (3 idiomi)
  - lingue senegambiane
    - lingue fulani-wolof (9 idiomi)
    - lingue fula-wolof (2 idiomi)
    - lingua serer o serer-sine (codice ISO 639-2 e ISO 639-3 srr)
- lingue atlantiche meridionali
  - lingue limba (2 idiomi)
  - lingue mel (15 idiomi)
  - lingua mansoanka o sua (codice ISO 639-3 msw)

## Consonanti
Molte lingue atlantiche presentano il fenomeno della mutazione consonantica, in cui la consonante iniziale di una parola cambia a seconda delle sue proprietà morfologiche e / o sintattiche. In fula, per esempio, la consonante iniziale di molti nomi cambia a seconda se è singolare o plurale:
| Pollici-Lo | "persona fulani" | utili ɓe- | "popolo fulani" |
| Guj-jo     | "ladro"          | wuy-ɓe    | "ladri"         |

## Grammatica

### Classi nominali
Le lingue atlantiche presentano sistemi di classi nominali simili a quelli trovati in altre lingue niger-kordofaninae, soprattutto tra le lingue bantu. Le classi nominali bantu sono contrassegnate da prefissi e i linguisti in generale ritengono che questo rispecchi il sistema proto-Niger-Congo. Tra le lingue atlantiche, tuttavia, alcune lingue, come il Temne, utilizzano prefissi, mentre altre, come ad esempio il Fula, hanno suffissi che denotano classi nominali. Joseph Greenberg ha sostenuto che il suffisso è nato da forme indipendenti di post-determinanti che concordassero con la classe nominale corrispondente.
CL-CL-Sostantivo Det> CL-CL-Sostantivo> Classe nominale
In realtà, alcune lingue atlantiche come il serer, utilizzano come marca nominale di una classe sia un prefisso che un suffisso.